# Micrecia
Micrecia é um gênero de traça pertencente à família Brachodidae.